# ألغيرو

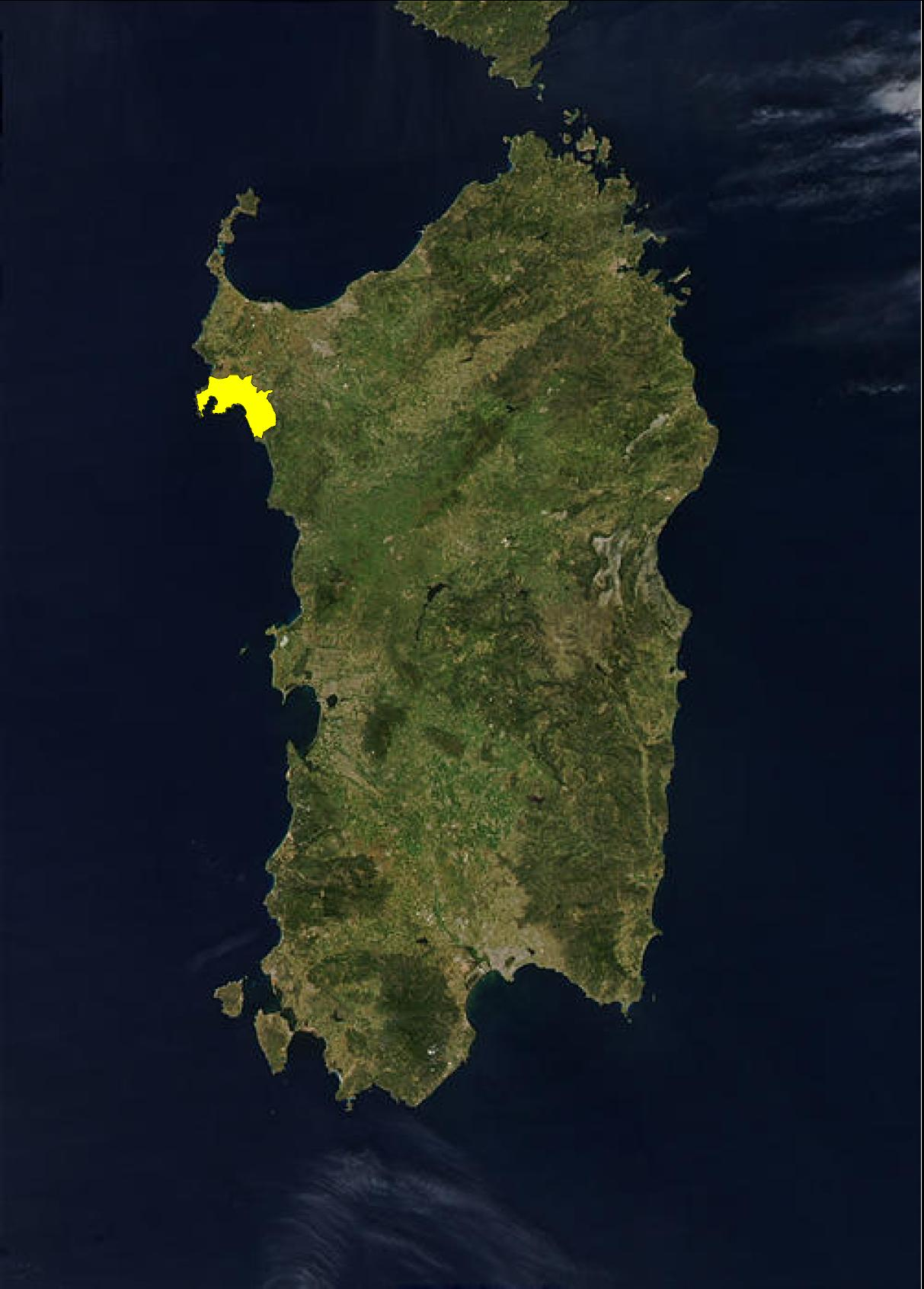
موقع ألغيرو

ألغيرو (بالإيطالية: Alghero، بالكتالانية: l'Alguer)، مدينة إيطالية ساحلية تقع شمال غرب جزيرة سردينيا وضمن مقاطعة ساساري عدد سكانها 40,257 نسمة (اقل من 54,300 ساكن منذ مطلع القرن العشرين).
و هي شهيرة بأنها ساحل المرجان Riviera del Corallo، وهي إحدى النقاط التي يستخرج منها صائدو المرجان المرجان الأحمر الثمين، وهو أحد أثمنها في العالم.

## السكان
تطور النمو السكاني لـ ألغيرو

## توأمة
لألغيرو اتفاقيات توأمة مع كل من:
- بالاغوار
- طراغونة (22 سبتمبر 1972 - )[15]
- Encamp  [لغات أخرى]‏
- ميورقة [15]

## معرض الصور

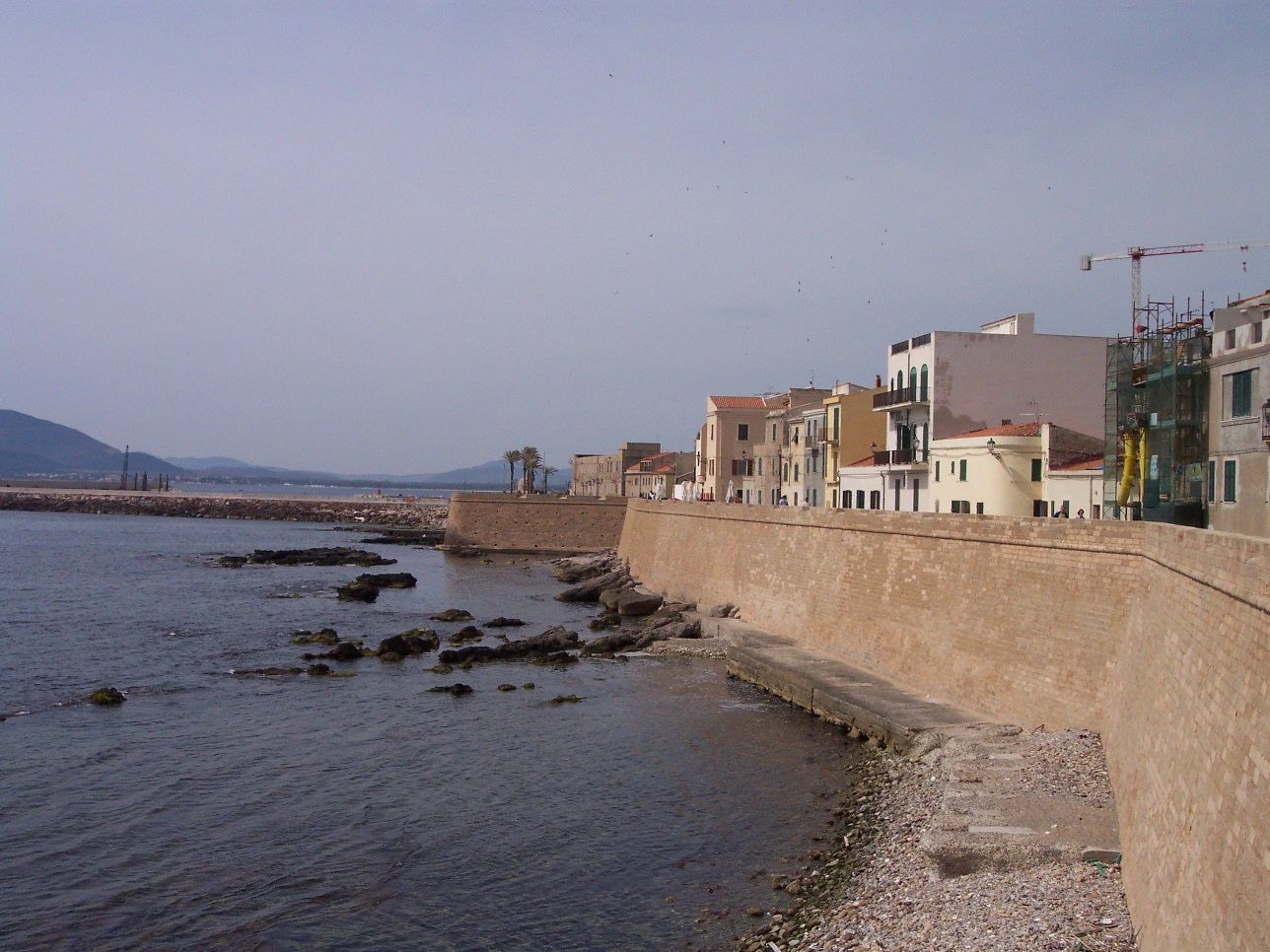
View
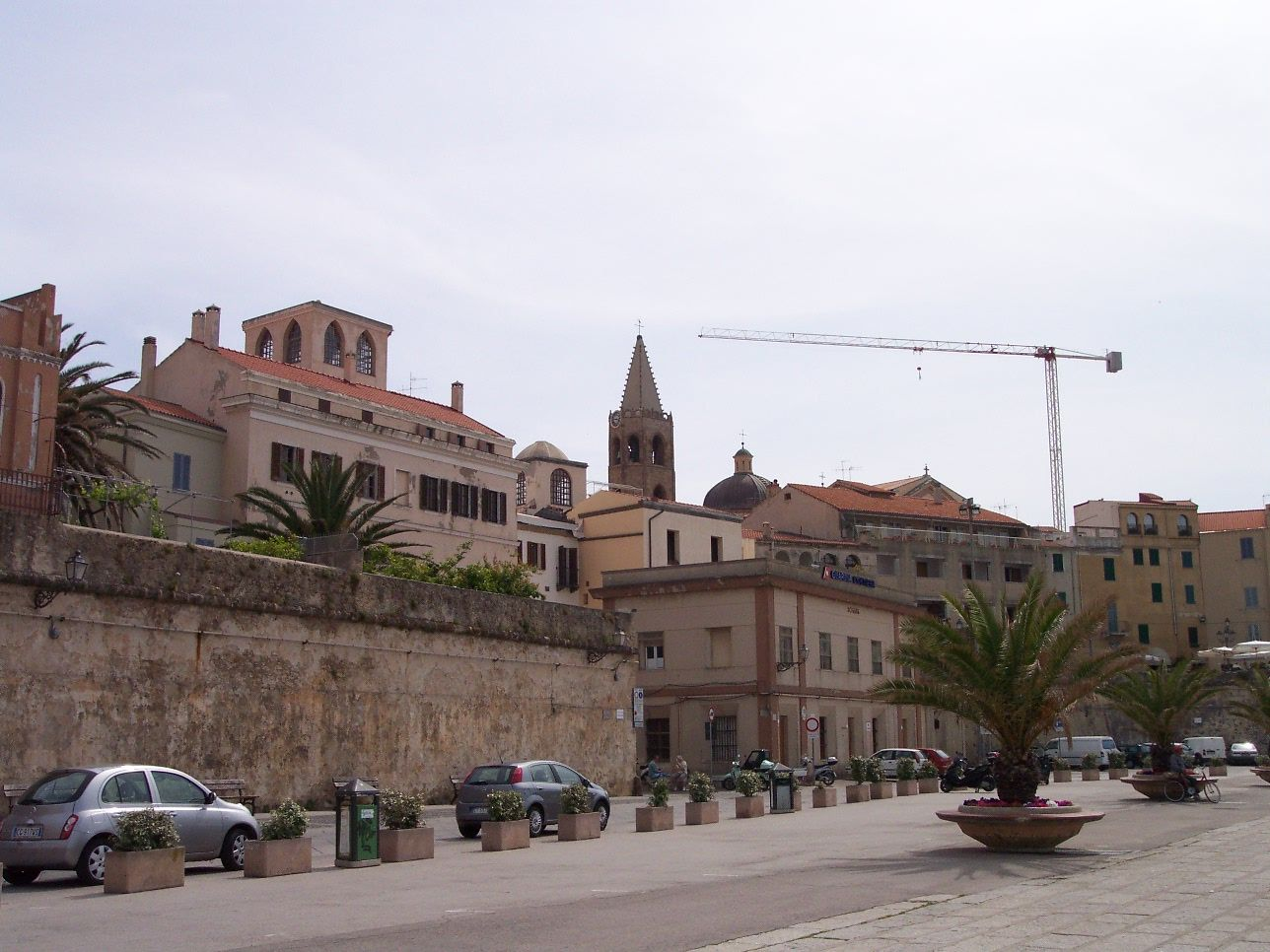
View
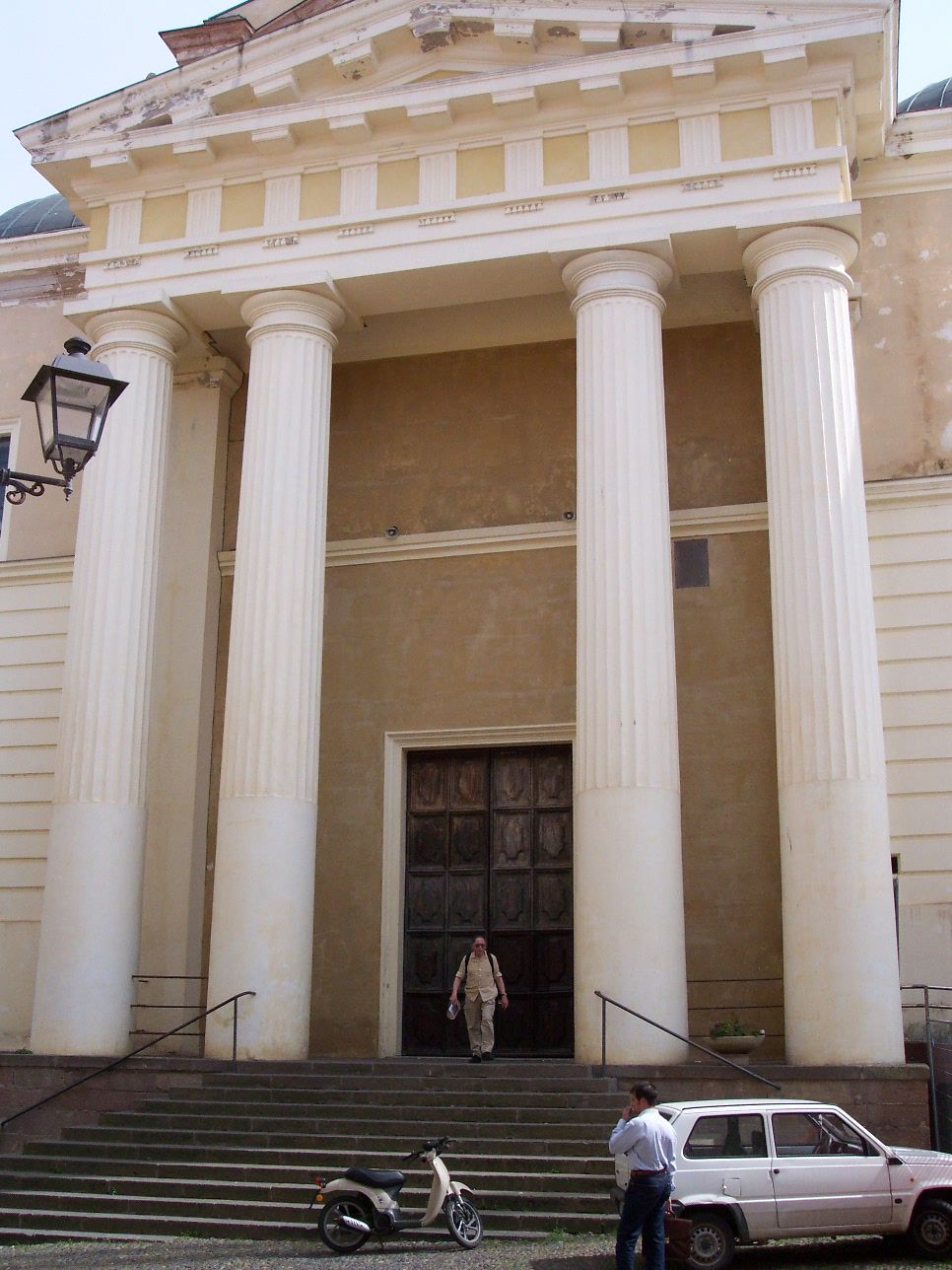
Cathedral
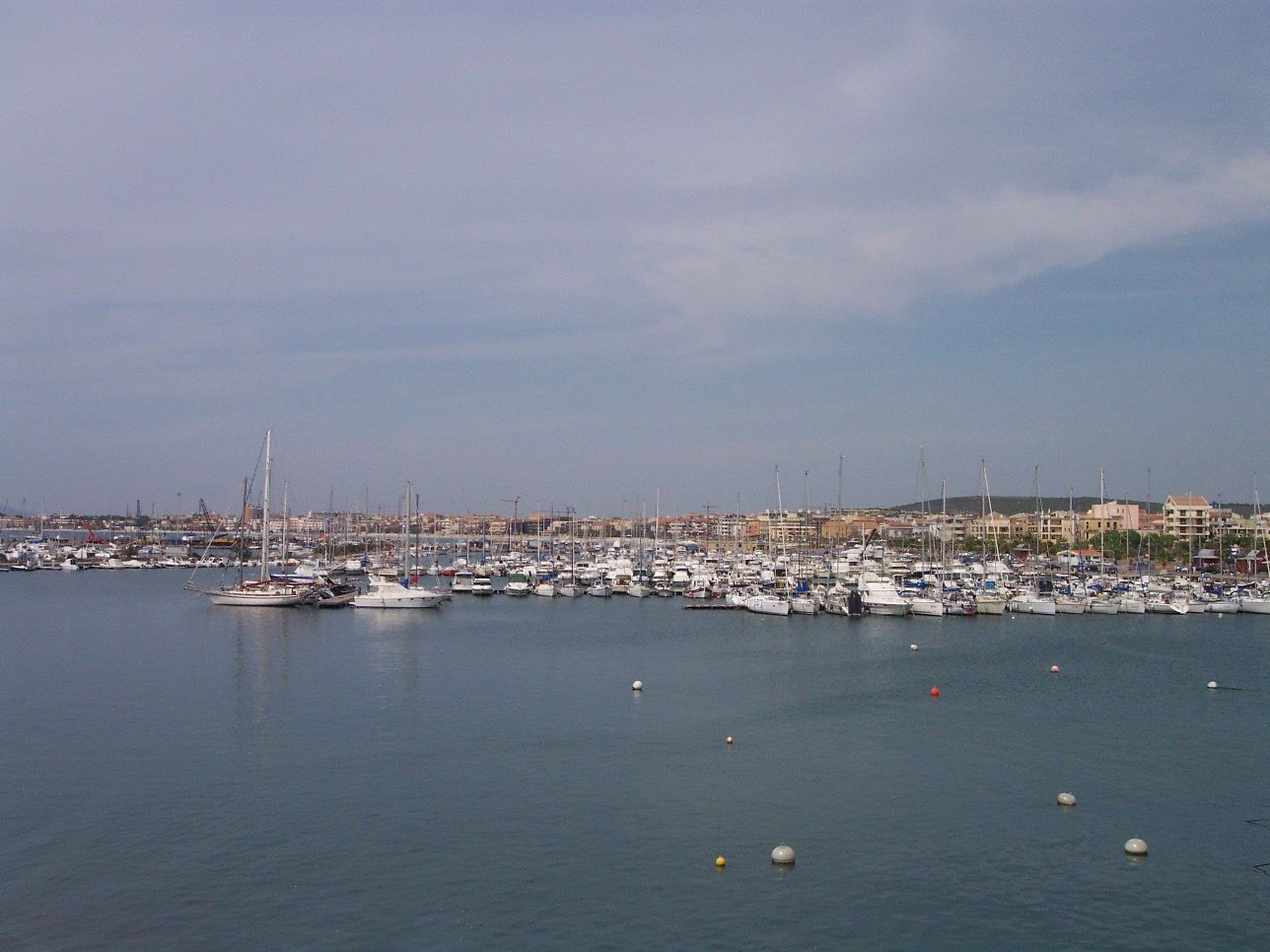
Harbour
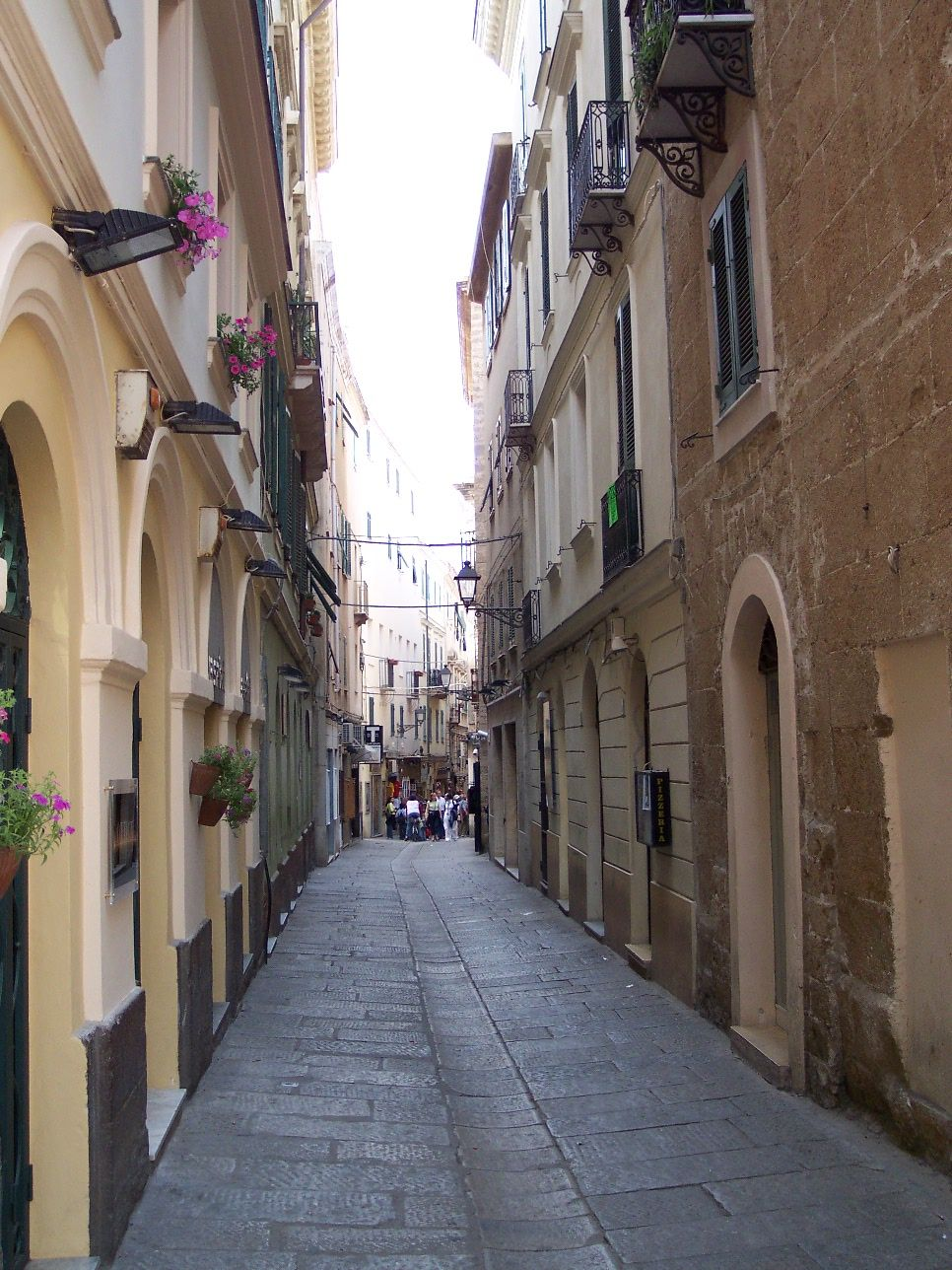
Old town street
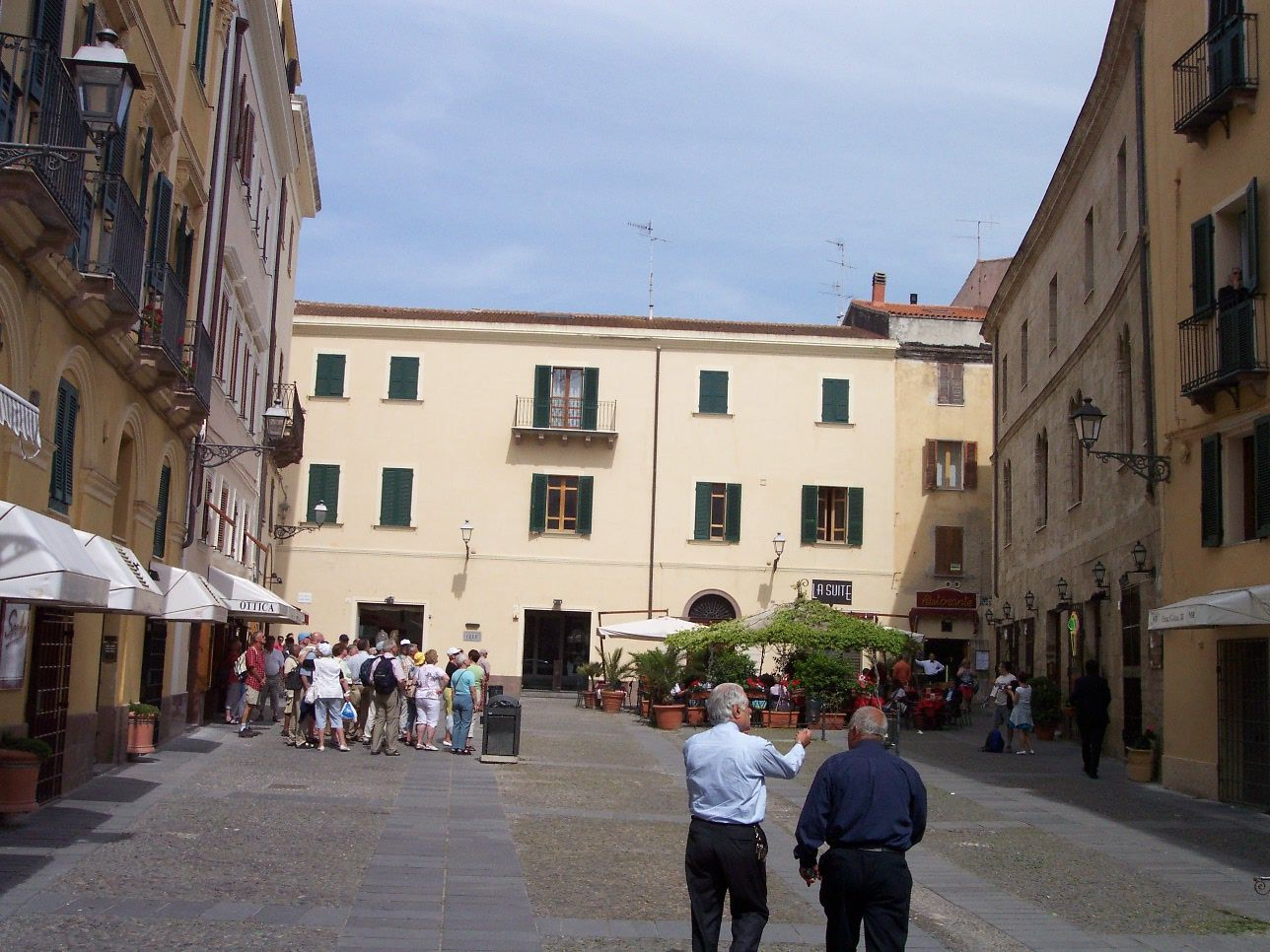
Piazza civica
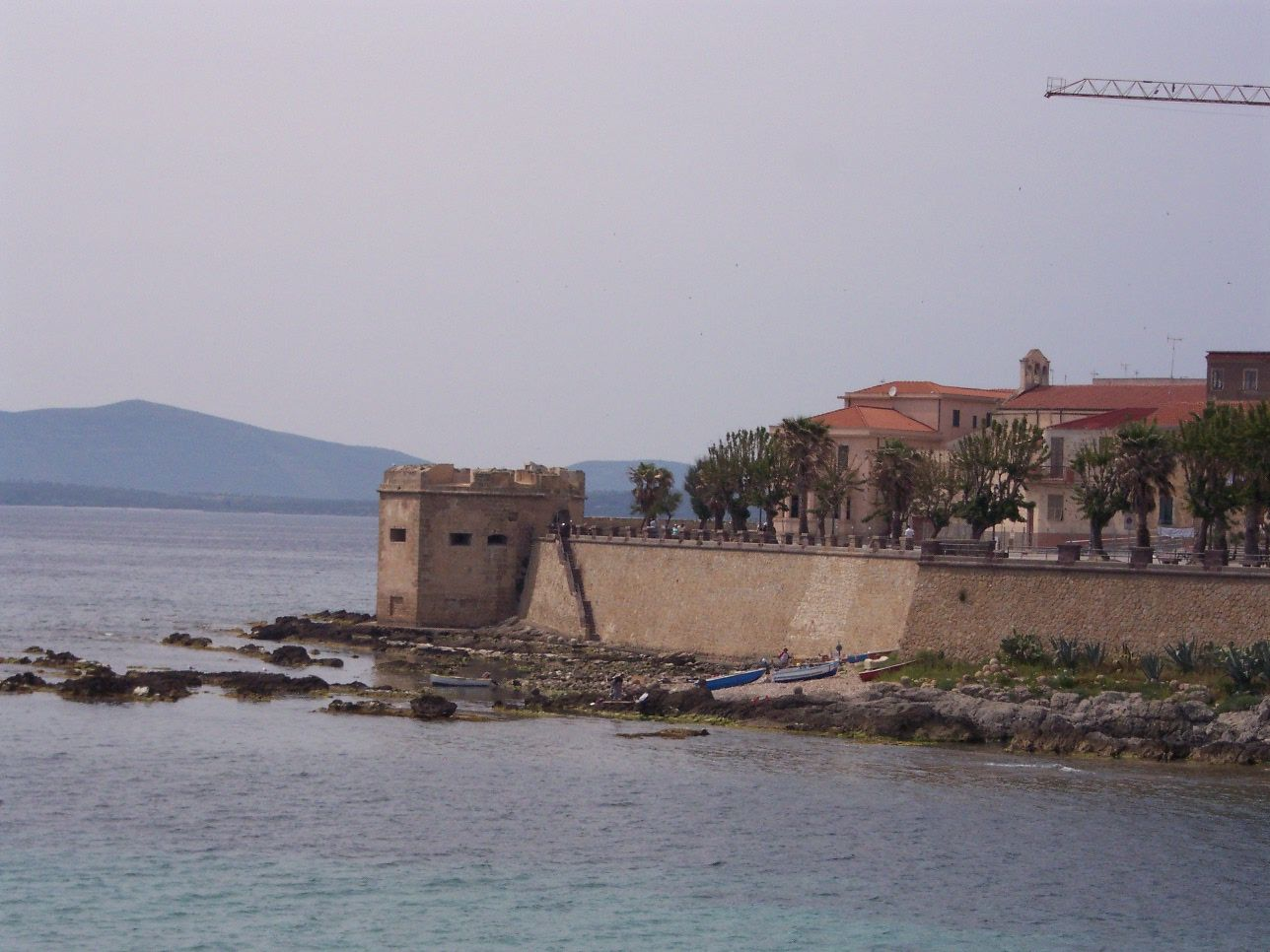
San Giacomo Tower
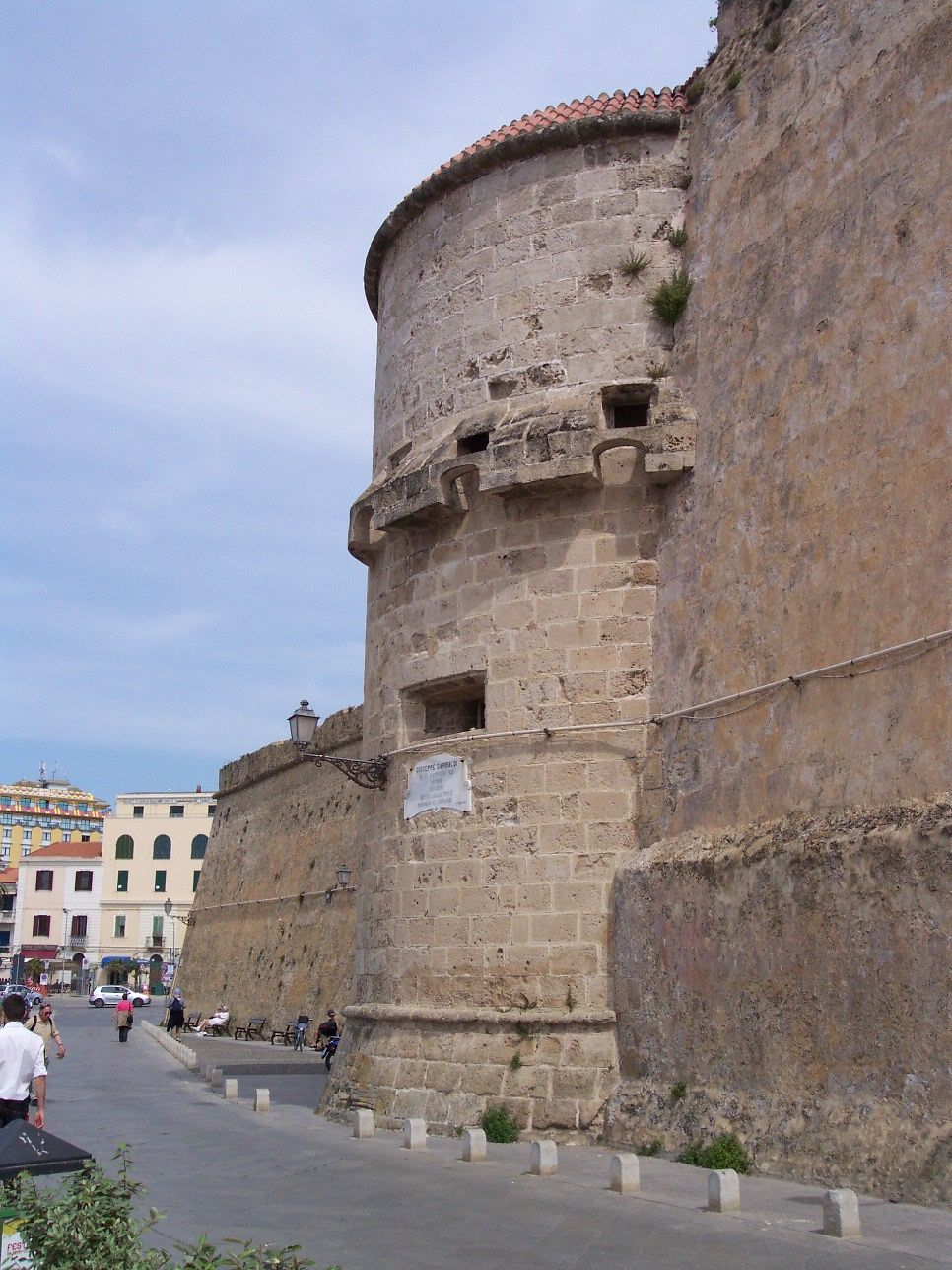
Maddalena Tower
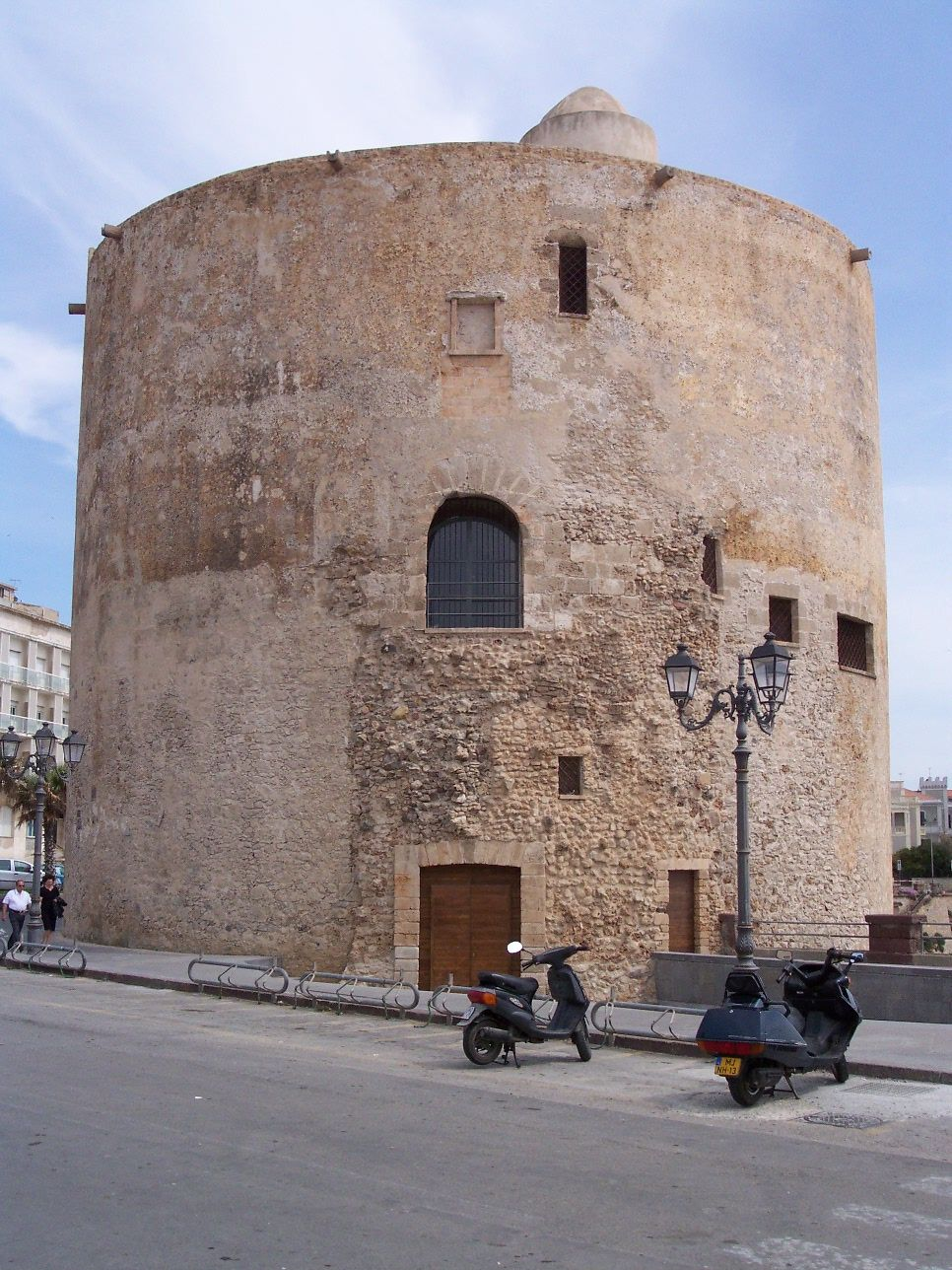
Sperone Tower
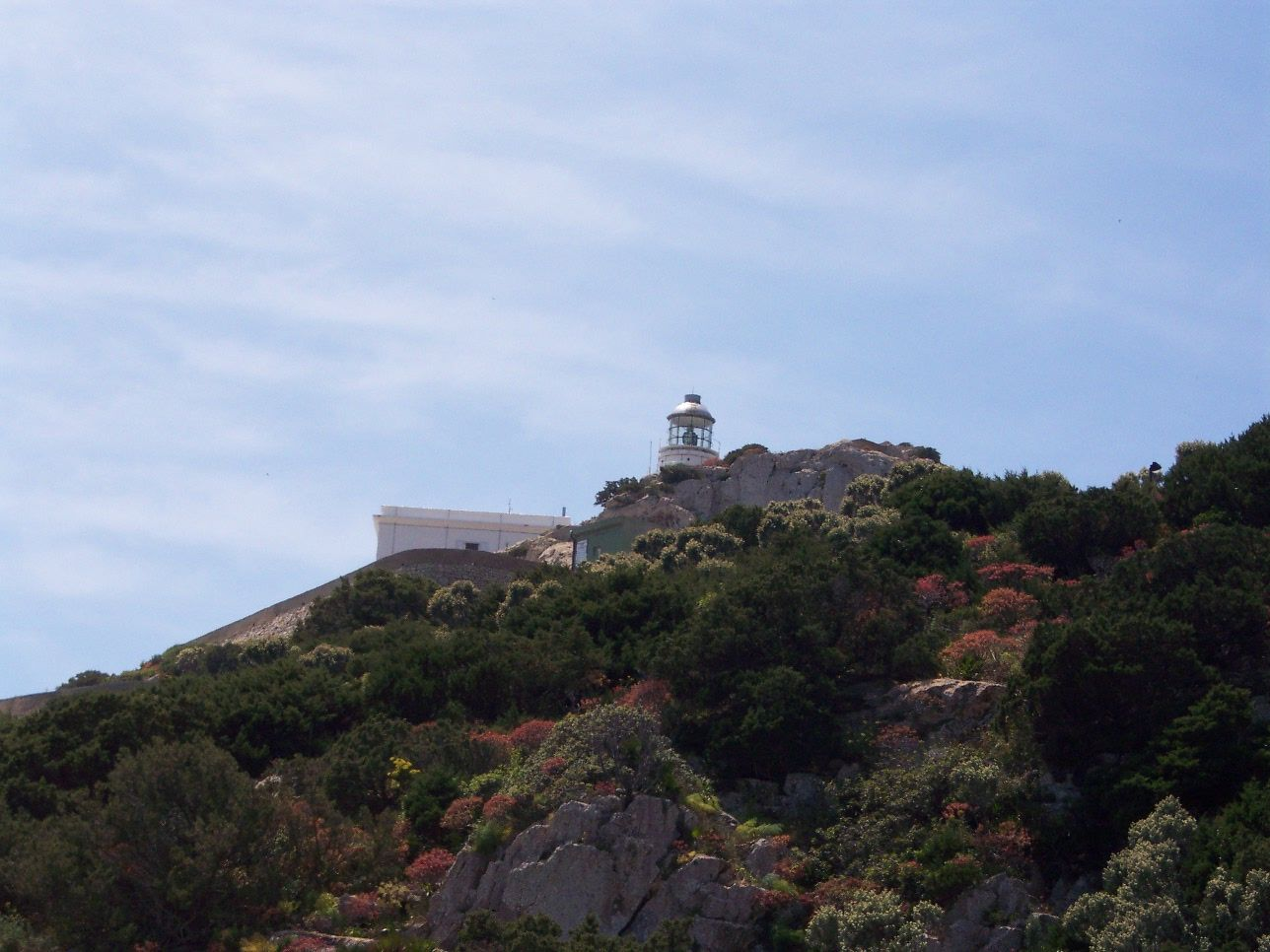
Lighthouse
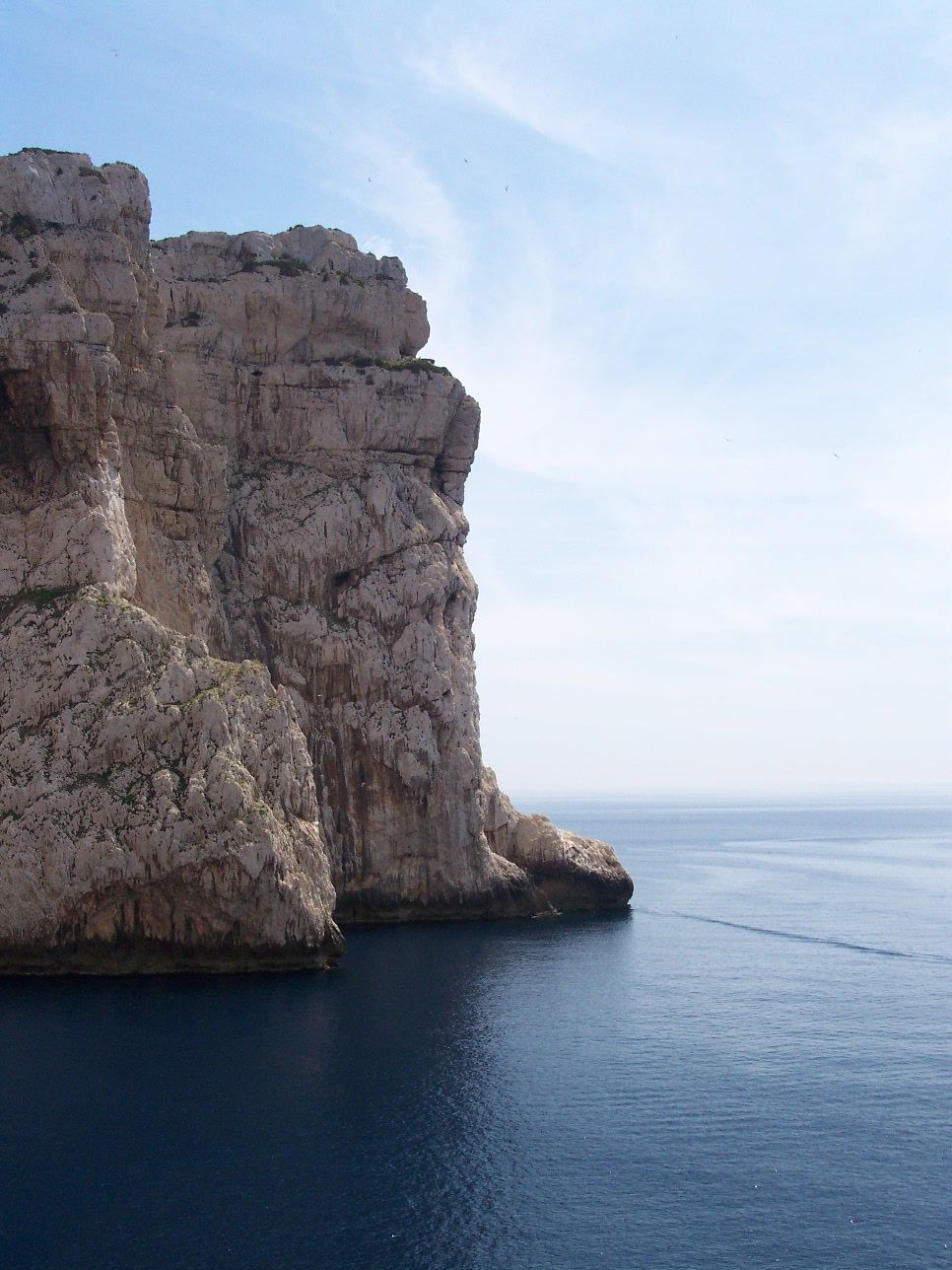
Capo Caccia
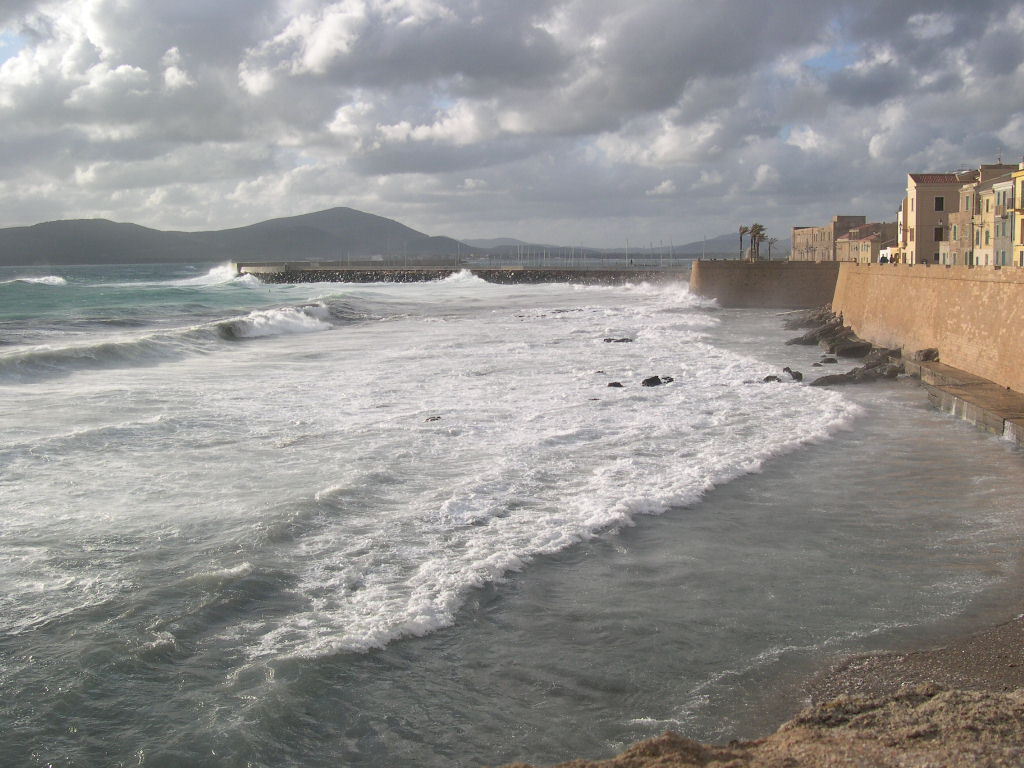
Old city wall and new sea wall
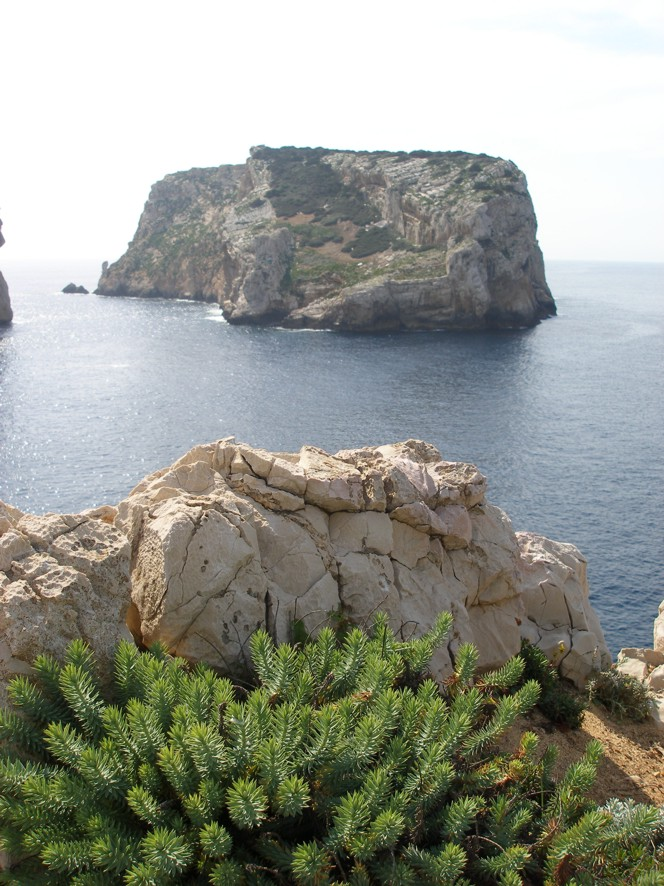
The Piana Island
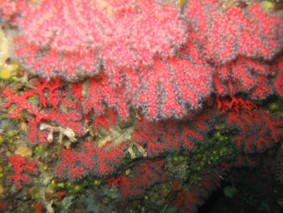
The Red Coral
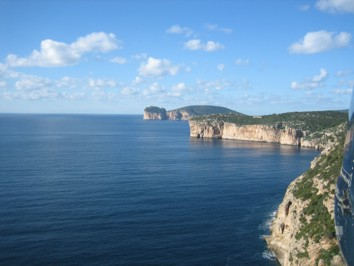
Capo Caccia and Punta Giglio
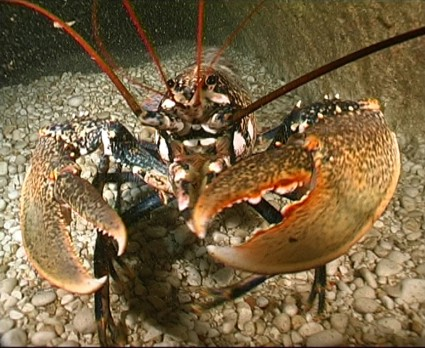
The Pincer Lobster from Nereo Cave

## أعلام
- أنطونيو سيرا
- دانيلي جيوريكو
- أنتونيلو كوكوريدو
- سالفاتوري بروني
- داريو ديل فابرو